# Viana (Cabo Verde)
Viana (en criollo caboverdiano: Viana o Savannah) es una montaña volcánica en la parte sureste de la isla de São Vicente, en el noroeste del país africano de Cabo Verde.
La montaña se compone de roca, con colores en su suelo que van desde naranja hasta marrón claro. La montaña contiene varias cornisas y una de ellas es fuerte. La caldera tiene alrededor de 100 m de largo y unos 15 m de altura. Las montañas más cercanas son Calhau hacia el noreste, Topim hacia el oeste y Selada da Baleia hacia el norte. Algunos caminos sin pavimentar rodean la montaña y no se utilizan con frecuencia.El volcán se encuentra en la placa Africana, en un borde divergente.